# 四万十映画祭
四万十映画祭（しまんとえいがさい）は、高知県四万十市で開催される映画祭。
高知県の西南地域では2005年に四万十市の映画館「中村太陽館」が閉館し、映画館が無い地域となった。この状況を憂えた有志が地域の映画文化の灯をつなぐため映画祭実行委員会を結成し、四万十おきゃく映画祭を2013年11月に開催。2015年2月に開催する第2回より四万十映画祭に名称を変更している。

## 開催実績
- 第1回 2013年11月
- 第2回 2015年2月
- 第3回 2018年3月

## 上映作品一覧

### 第1回
| 2013年                                                                    | 2013年                                                         | 2013年 | 2013年 |
| 作品名                                                                    | 監督                                                           | 備考   |        |
| ------------------------------------------------------------------------- | -------------------------------------------------------------- | ------ | ------ |
| 0.5ミリ                                                                   | 安藤桃子                                                       |        |        |
| ジ、エクストリーム、スキヤキ                                              | 前田司郎                                                       |        |        |
| タイピスト!                                                               | レジス・ロワンサル                                             |        |        |
| 31年目の夫婦げんか                                                        | デヴィッド・フランケル                                         |        |        |
| 県庁おもてなし課                                                          | 三宅喜重                                                       |        |        |
| 桜、ふたたびの加奈子                                                      | 栗村実                                                         |        |        |
| 桐島、部活やめるってよ                                                    | 吉田大八                                                       |        |        |
| 劇場版ポケットモンスター ベストウイッシュ 神速のゲノセクト ミュウツー覚醒 | 湯山邦彦                                                       |        |        |
| クレヨンしんちゃん 嵐を呼ぶ アッパレ!戦国大合戦                           | 原恵一                                                         |        |        |
| すーちゃん まいちゃん さわ子さん                                          | 御法川修                                                       |        |        |
| ぼっちゃん                                                                | 大森立嗣                                                       |        |        |
| キキチガイ                                                                | 松田大佑                                                       |        |        |
| 牙狼外伝 桃幻の笛                                                         | 大橋明                                                         |        |        |
| マダガスカル3                                                             | エリック・ダーネル / コンラッド・ヴァーノン / トム・マクグラス |        |        |
| シュガー・ラッシュ                                                        | リッチ・ムーア                                                 |        |        |
| ローレライ                                                                | 樋口真嗣                                                       |        |        |
| ガメラ 大怪獣空中決戦                                                     | 金子修介                                                       |        |        |
| ローマの休日                                                              | ウィリアム・ワイラー                                           |        |        |
| ディア・ドクター（字幕版）                                                | 西川美和                                                       |        |        |
| フラガール（字幕版）                                                      | 李相日                                                         |        |        |

### 第2回
| 2014年                                 | 2014年               | 2014年                               | 2014年 |
| 作品名                                 | 監督                 | 備考                                 |        |
| -------------------------------------- | -------------------- | ------------------------------------ | ------ |
| あらうんど四万十 ―カールニカーラン―    | 松田大佑             | オープニング作品。プレミア先行上映。 |        |
| 西遊記〜はじまりのはじまり〜           | チャウ・シンチー     |                                      |        |
| MIRACLE デビクロくんの恋と魔法         | 犬童一心             |                                      |        |
| 想いのこし                             | 平川雄一朗           |                                      |        |
| 紙の月                                 | 吉田大八             |                                      |        |
| 宇宙戦艦ヤマト2199 星巡る方舟          | 出渕裕               |                                      |        |
| ルパン三世                             | 北村龍平             |                                      |        |
| イン・ザ・ヒーロー                     | 武正晴               |                                      |        |
| ホットロード                           | 三木孝浩             |                                      |        |
| STAND BY ME ドラえもん                 | 八木竜一、山崎貴     |                                      |        |
| フューリー                             | デヴィッド・エアー   |                                      |        |
| 神さまの言うとおり                     | 三池崇史             |                                      |        |
| エクスペンダブルズ3 ワールドミッション | パトリック・ヒューズ |                                      |        |
| シャンティ デイズ 365日、幸せな呼吸    | 永田琴               | クロージング作品。                   |        |

## イベント
四万十映画祭ならではのイベントとして、沈下橋レッドカーペットウォークやゲストとおきゃく（※高知の酒宴のこと）がある。
第1回四万十おきゃく映画祭では、「ジ、エクストリーム、スキヤキ」の井浦新、市川実日子、前田司郎（監督）の3人が四万十市佐田の沈下橋でレッドカーペットを歩いた。第2回四万十映画祭では、「あらうんど四万十 ―カールニカーラン―」の西村雄正、荒木誠、能勢ヒロシ（ビーグル38）、大ちゃん（ツーライス）、山本學、松田大佑（監督）の他、地元オーディション採用者も含めた複数のキャストが天神橋商店街でレッドカーペットを歩いた。
レッドカーペット後の取材で、松田大佑監督は「満足のいく出来だ。ヒットしてほしい」と話し、父親役の山本學は「台風に見舞われるなど撮影では苦労した。地元の協力が大きかった」と振り返った。